# ماريسيلا موراليس
ماريسيلا موراليس إيبانيز (بالإسبانية: Marisela Morales) هي مدعية عامة سابقة للمكسيك.

## حياتها
وُلدت وراليس في مدينة مكسيكو وتخرجت من الجامعة الوطنية المستقلة في المكسيك بدرجة القانون قبل إتمام درجة الماجستير في العلوم الجنائية من المعهد الوطني للعلوم الجنائية. وفي 31 مارس 2011، تم تعيينها من قبل الرئيس فيليبي كالديرون لتحل محل أرتورو شافيز بصفتها المدعية العامة للمكسيك. بعد أن حصلت عل شرعيتها من مجلس الشيوخ، أصبحت موراليس المدعي العام الثاني والأربعين وأول امرأة تشغل هذا المنصب. قبل تعيينها في مكتب النائب العام، عملت موراليس كمساعدة للنائب العام للتحقيق المتخصص في الجريمة المنظمة. أشاد بعملها وزيرة خارجية الولايات المتحدة هيلاري كلينتون والسيدة الأولى ميشيل أوباما، وحصلت على جائزة نساء الشجاعة الدولية لعام 2011.